# Polimyksyna B
Polimyksyna B – antybiotyk z grupy polimyksyn, mieszanina peptydów wytwarzanych podczas wzrostu przez Bacillus polymyxa o strukturze łańcuchowo-pierścieniowej.

## Mechanizm działania
Ze względu na budowę amfifilową, polimyksyny mogą łatwo przenikać do komórek bakteryjnych i integrować się z fosfolipidami w błonie komórkowej, co zaburza ich strukturę. Polimyksyna B działa więc jak związki powierzchniowo czynne (detergenty), co prowadzi do zwiększenia przepuszczalności bakteryjnej błony komórkowej i w konsekwencji do zniszczenia komórki.

## Budowa i właściwości cząsteczki[2]
Polimyksyna B jest antybiotykiem, który w swojej budowie oprócz aminokwasów (treoniny, fenyloalaniny i leucyny) zawiera także dodatkowe składniki – kwas α,γ–diaminomasłowy i pochodną kwasu L(+)-6-metylooktanowego. Związki takie nazywane są także peptolidami. Wszystkie peptydy z grupy polimyksyn, z uwagi na swoją budowę, mają charakter zasadowy. Skutkuje to dobrą rozpuszczalnością w wodzie i tworzeniem z kwasami krystalicznych soli, które ułatwiają ich wyodrębnianie i oczyszczanie. W lecznictwie polimyksyna B jest stosowana w postaci siarczanu. Zarówno polimyksyna B jak i kolistyna, zwana także polimyksyną E1 posiadają strukturę łańcuchowo–pierścieniową. Grupa aminowa łańcucha bocznego blokowana jest pochodną kwasu 6-metylooktanowego. Toksyczność polimyksyn jest znaczna, wykazują m.in. działanie neurotoksyczne i nefrotoksyczne. Z tego powodu stosuje się ją głównie miejscowo w postaci maści lub kropli do oczu. Nie wchłania się z przewodu pokarmowego i po doustnym przyjęciu działa tylko miejscowo. Poniżej przedstawiono wzory strukturalne trzech głównych polimyksyn B:
| Polimyksyna | R   | R′  | Wzór sumaryczny | Masa cząsteczkowa |
| ----------- | --- | --- | --------------- | ----------------- |
| B1          | CH3 | CH3 | C56H98N16O13    | 1204              |
| B2          | H   | CH3 | C55H96N16O13    | 1190              |
| B3          | CH3 | H   | C55H96N16O13    | 1190              |

## Zakres działania
Jest podobny do działania kolistyny. Nie działa na bakterie Gram-dodatnie, ponieważ te mają za grubą ścianę komórkową, która uniemożliwia penetrację polimyksyn. Zakres działania jest wąski – przede wszystkim na bakterie Gram–ujemne, szczególnie na:
- Pseudomonas aeruginosa;
- Enterobacter aerogenes;
- Escherichia coli;
- Haemophilus influenzae;
- Salmonella i Shigella.

Nie działa lub działa słabo w dużych stężeniach na Proteus vulgaris i Brucella abortus.

## Wskazania do stosowania[3]

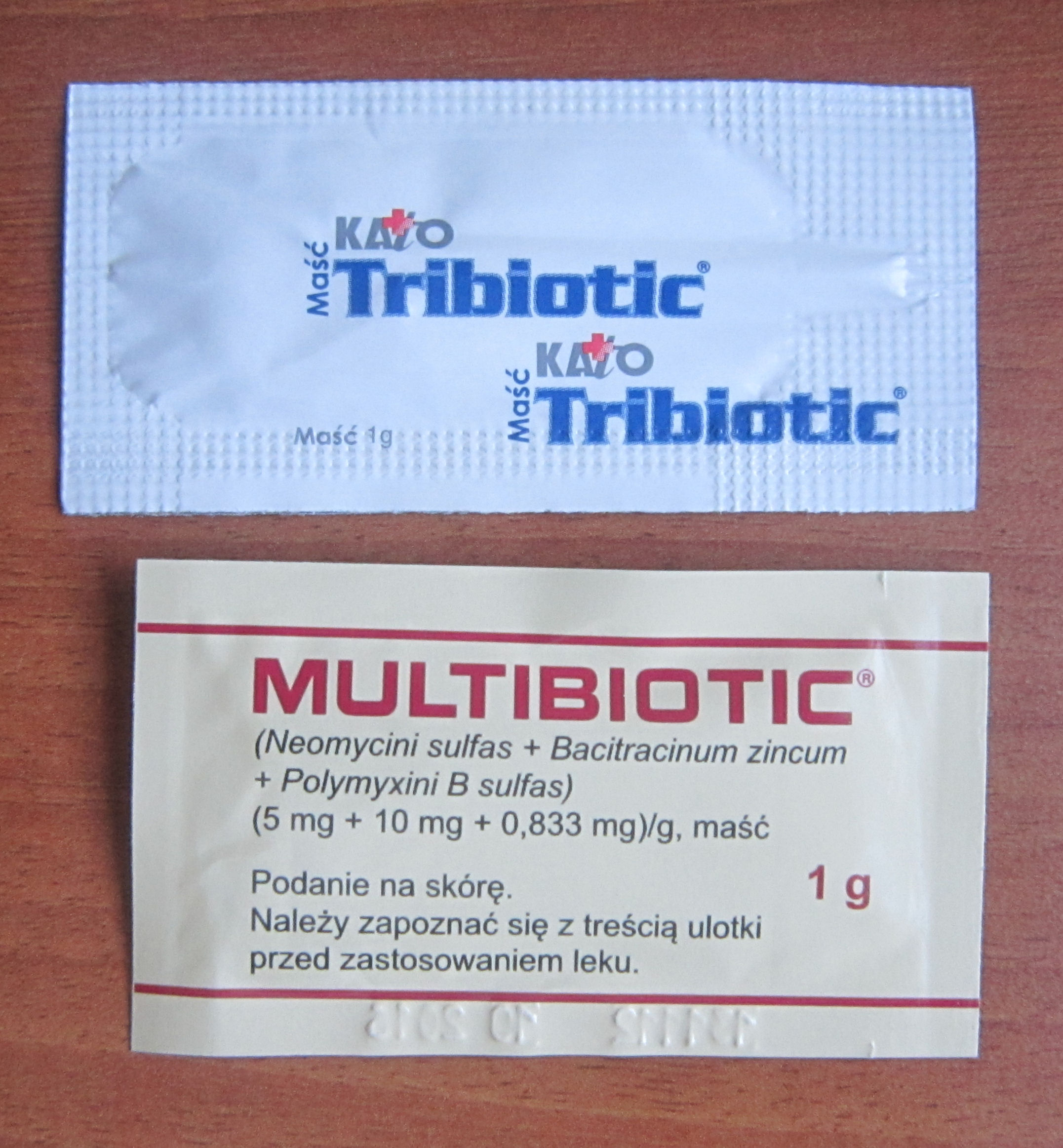
Maści zawierające polimyksynę B: Tribiotic i Multibiotic

Polimyksyna B stosowana jest doustnie w zakażeniach przewodu pokarmowego wywołanych na oporne na inne antybiotyki szczepy Escherichia coli oraz pałeczki Salmonella i Shigella. Pozajelitowo są stosowane w ciężkich zakażeniach układu moczowego wywołanych przez bakterie Gram (–), zwłaszcza Pseudomonas aeruginosa, oporne na inne antybiotyki (aminoglikozydowe, β–laktamowe). Jest też stosowana miejscowo na skórę, do oczu i uszu w zakażeniach bakteryjnych wywołanych przez szczepy wrażliwe na ten antybiotyk. Substancja ta rzadko jest podawana domięśniowo, ponieważ wstrzyknięcia są bardzo bolesne.

## Przeciwwskazania
- niewydolność nerek nawet niewielkiego stopnia (przy podaniu dożylnym);
- nadwrażliwość na polimyskyny B;
- choroby wirusowe.

Przy stosowaniu w okulistyce dodatkowo:
- grzybicze zapalenie spojówek;
- jaskra pierwotna;
- gruźlica oka.

## Środki ostrożności
1. Długotrwałe stosowanie preparatów zawierających polimyksyny B może doprowadzić do nadkażeń bakteryjnych i grzybiczych – nie stosować dłużej niż 7 dni.
2. Preparatu stosowanego do uszu nie należy podawać przy perforacji błony bębenkowej.
3. U dzieci polimyksyny można stosować tylko w przypadku bezwzględnej konieczności.
4. Stosowanie preparatu w ciąży jest dopuszczalne jedynie w sytuacji, gdy jest to bezwzględnie konieczne, a zastosowanie bezpieczniejszego leku jest niemożliwe lub przeciwwskazane.

## Interakcje
Nie stwierdzono interakcji przy stosowaniu miejscowym. W grupie polimyksyn występuje oporność krzyżowa.

## Działania niepożądane
Po podaniu pozajelitowym często może wystąpić działanie neurotoksyczne i nefrotoksyczne.

## Dawkowanie[1]
| Droga podania | Zalecana dawka jednorazowa (j.m.) | Zalecana dawka dobowa (j.m.) | Maksymalna dawka jednorazowa (j.m.) | Maksymalna dawka dobowa (j.m.) |
| ------------- | --------------------------------- | ---------------------------- | ----------------------------------- | ------------------------------ |
| domięśniowo   | 500 000                           | 2 000 000                    | –                                   | –                              |
| dożylnie      | 875 000                           | 1 750 000                    | –                                   | 2 000 000                      |

## Preparaty
Dostępne w Polsce preparaty złożone:
- Atecortin – polimyksyna B + oksytetracyklina + hydrokortyzon (krople do oczu i uszu);
- Dexadent – polimyksyna B + deksametazon + framycetyna (maść);
- Maxibiotic – polimyksyna B + neomycyna + bacytracyna (maść);
- Maxitrol – polimyksyna B + deksametazon + neomycyna (krople lub maść do oczu);
- Multibiotic – polimyksyna B + neomycyna + bacytracyna (maść);
- Pulpomixine – polimyksyna B + deksametazon + framycetyna (pasta dentystyczna);
- Tribiotic – polimyksyna B + neomycyna + bacytracyna (maść).